# شوانهایده
شوانهایده (به آلمانی: Schwanheide) یک شهر در آلمان است که در لودویگسلوست-پارشیم واقع شده‌است. شوانهایده ۸۲۵ نفر جمعیت دارد.